# Metolius
Metolius est une ville américaine située dans l'État de l'Oregon et dans le comté de Jefferson.

## Démographie
Au recensement de 2010, sa population était de 710 habitants dont 275 ménages et 190 familles résidentes. La densité de population était de 571,1 hab/km2
La répartition ethnique était de  75,6 % d'Euro-Américains et 24,4 % d'autres races.
En 2000, le revenu moyen par habitant était de 11 963 dollars avec 16,6 % vivant sous le seuil de pauvreté.

## Source
- (en) Cet article est partiellement ou en totalité issu de l’article de Wikipédia en anglais intitulé « Metolius, Oregon » (voir la liste des auteurs).